# Тејлор Рочести
Тејлор Рочести (енгл. Taylor Rochestie; Хјустон, Тексас, 1. јул 1985) амерички је бивши кошаркаш. Играо је на позицији плејмејкера. Као натурализовани кошаркаш је наступао за репрезентацију Црне Горе.

## Биографија
Колеџ кошарку играо је прво на Универзитету Тулејн од 2004. до 2005. за Тулејн грин вејв, а затим на Вашингтон Стејту од 2006. до 2009. за Вашингтон Стејт кугарсе.
Сениорску каријеру започео је у немачком Гетингену за који је играо у сезони 2009/10. Тада је остварен највећи успех у историји клуба освајањем ФИБА Еврочеленџа, а Рочести је био најкориснији играч финала тог такмичења.
У јуну 2010. приступио је турском Галатасарају у коме се задржао до фебруара 2011. када је прешао у берлинску Албу. Сезону 2011/12. провео је у Ле Ман Сарту, а 2012. забележио је и учешће на Ол-стар утакмици француског првенства. Наредну сезону започео је у шпанској Кахи Лаборал, али ју је напустио у децембру 2012. Већ од јануара 2013. заиграо је за италијанску Бијелу у којој је завршио сезону 2012/13. У августу 2013. потписао је за Монтепаски Сијену са којом је те године освојио италијански суперкуп.
У јануару 2014. је напустио Сијену и прешао у руски Нижњи Новгород. Посебно добре партије у њиховом дресу приказао је током Евролиге 2014/15, а просек од 18,9 поена по мечу у тој сезони донео му је и награду за најбољег стрелца такмичења. У сезони 2015/16. је био је играч Макабија из Тел Авива, и са њима је освојио Куп Израела. У сезони 2016/17. је био играч Локомотиве Кубањ.
Дана 7. септембра 2017. године је потписао једногодишњи уговор са Црвеном звездом. На 30 одиграних утакмица у Евролиги је бележио просечно 13,4 поена уз пет асистенција, али је Црвена звезда сезону завршила на 14 месту од 16 екипа. У АБА лиги је имао још бољи просек, са 14,6 поена и 5,9 асистенција, али је клуб изгубио у финалу од подгоричке Будућности, па је тако остао без пласмана у Евролигу за наредну сезону. Рочести је са Звездом изгубио и у финалу Купа Радивоја Кораћа од Партизана. Једини трофеј који је освојио у црвено-белом дресу је била титула првака Србије. Рочести је током сезоне 2017/18. постигао преко 1000 поена за Црвену звезду, па је тим учинком постао први странац у историји клуба коме је то успело.
У августу 2018. године потписао је за кинеске Тјенцин голд лајонсе. У марту 2019. мења клуб али не и земљу, и потписује за Анхуи, који игра у другом рангу кинеске кошарке. У октобру 2019. потписује уговор са грчким Олимпијакосом до краја 2019/20. сезоне. Дана 8. октобра 2020. се враћа у Црвену звезду. Потписао је двомесечни уговор, уз опцију продужетка до краја сезоне. Напустио је клуб по истеку уговора, 8. децембра 2020. године. Десет дана касније је потписао уговор са израелском Хапоел Хаифом.

## Успеси

### Клупски
- Гетинген:
  - ФИБА Еврочеленџ (1): 2009/10.
- Монтепаски Сијена:
  - Суперкуп Италије (1): 2013.
- Макаби Тел Авив:
  - Куп Израела (1): 2016.
- Црвена звезда:
  - Првенство Србије (1): 2017/18.

### Појединачни
- Најбољи стрелац Евролиге (1): 2014/15.
- Најкориснији играч кола Евролиге (1): 2014/15. (1)
- Најкориснији играч финала ФИБА Еврочеленџа (1): 2009/10.
- Идеална стартна петорка Јадранске лиге (1): 2017/18.
- Учесник Ол-стар утакмице Првенства Француске (1): 2012.